# Mesotritia amazonensis
Mesotritia amazonensis är en kvalsterart som först beskrevs av Johann Christian Friedrich Märkel 1964.  Mesotritia amazonensis ingår i släktet Mesotritia och familjen Oribotritiidae. Inga underarter finns listade i Catalogue of Life.